# LaRue Martin
LaRue Martin (Chicago, Illinois, 30 de marzo de 1950) es un exjugador de baloncesto estadounidense, considerado una de las peores primeras elecciones del Draft de la NBA de la historia, tras jugar tan solo 4 temporadas en la NBA con números discretos, y tras ser elegido por delante de futuras estrellas como Bob McAdoo o Julius Erving. Con 2,11 metros de altura, jugaba en la posición de pívot.

## Trayectoria deportiva

### Universidad
Muchos analistas predijeron que Martin, dadas sus excelentes cualidades físicas y técnicas, podría haber dado el salto directamente desde el high school a profesionales, pero decidió aceptar una beca en la Universidad Loyola Chicago, donde jugaría durante 3 temporadas. Allí consiguió el récord aún vigente de su college en rebotes (1072 capturas), a lo que añadió 1222 puntos. Fue elegido en dos ocasiones All-American y promedió en su última campaña unos excelentes 18,7 puntos y 17,6 rebotes. Los ojeadores de equipos profesionales se quedaron impresionados con él cuando fue capaz de parar en un partido a la estrella de UCLA Bill Walton. Nadie dudaba que sería una estrella de la NBA.

### Profesional
Fue elegido como número 1 en el Draft de la NBA de 1972 por Portland Trail Blazers, y, al parecer, le pudo la presión de tal responsabilidad. En cuatro temporadas en el equipo apenas jugó una media de 14 minutos por partido saliendo desde el banquillo, terminando por retirarse en 1976, con tan sólo 25 años, habiendo promediado unos tristes 5,3 puntos y 4,6 rebotes por partido.

## Estadísticas de su carrera en la NBA

### Temporada regular
| Año     | Equipo   | PJ  | PT | MPP  | %TC  | %3P | %TL  | RPP | APP | ROB | TPP | PPP |
| ------- | -------- | --- | -- | ---- | ---- | --- | ---- | --- | --- | --- | --- | --- |
| 1972-73 | Portland | 77  | –  | 12.9 | .396 | –   | .649 | 4.6 | .5  | –   | –   | 4.4 |
| 1973-74 | Portland | 50  | –  | 10.8 | .435 | –   | .636 | 3.6 | .4  | .1  | .5  | 4.9 |
| 1974-75 | Portland | 81  | –  | 16.9 | .452 | –   | .697 | 5.0 | .9  | .4  | .6  | 7.0 |
| 1975-76 | Portland | 63  | –  | 14.1 | .361 | –   | .740 | 4.9 | 1.1 | .1  | .4  | 4.4 |
| Total   | Total    | 271 | –  | 14.0 | .416 | –   | .685 | 4.6 | .7  | .2  | .5  | 5.3 |